# Fitch Arboleda
Fitch Johnson Daviz Barace Arboleda (Romblon, 4 gennaio 1993) è un calciatore filippino, centrocampista o attaccante del Kaya-Iloilo.

## Biografia
Nativo di Romblon, scopre la passione per il calcio sin da bambino.
È fratello di Fitch Florence, il più giovane allenatore di calcio nella storia della UAAP, e di Fitch Hanz, anch'egli calciatore.

## Caratteristiche tecniche
Giocatore molto duttile, ricopre il ruolo di trequartista, ma all'occorrenza è capace di svariare su tutto il fronte d'attacco giocando come ala, seconda o prima punta. Abile negli inserimenti, è discretamente veloce, sa gestire il gioco e ha un buon dribbling, riuscendo anche a trovare la via del gol.

## Carriera

### Club
Arboleda muove i suoi primi passi calcistici presso gli UE Red Warriors, compagine calcistica della University of the East.
Nel 2012 decide di passare fra i professionisti firmando per lo Stallion, squadra neopromossa in UFL. Una serie di prestazioni positive gli consentono di conquistarsi più tardi un posto da titolare e di segnalarsi come uno dei migliori giovani talenti locali.

### Nazionale
Compie il suo debutto con la maglia della nazionale filippina il 6 settembre 2016 nella vittoria per 1-2 contro il Kirghizistan, subentrando all'85º al compagno di squadra Bahadoran.

## Statistiche

### Cronologia presenze e reti in nazionale
| Cronologia completa delle presenze e delle reti in nazionale ― Filippine | Cronologia completa delle presenze e delle reti in nazionale ― Filippine | Cronologia completa delle presenze e delle reti in nazionale ― Filippine | Cronologia completa delle presenze e delle reti in nazionale ― Filippine | Cronologia completa delle presenze e delle reti in nazionale ― Filippine | Cronologia completa delle presenze e delle reti in nazionale ― Filippine | Cronologia completa delle presenze e delle reti in nazionale ― Filippine | Cronologia completa delle presenze e delle reti in nazionale ― Filippine |
| Data                                                                     | Città                                                                    | In casa                                                                  | Risultato                                                                | Ospiti                                                                   | Competizione                                                             | Reti                                                                     | Note                                                                     |
| ------------------------------------------------------------------------ | ------------------------------------------------------------------------ | ------------------------------------------------------------------------ | ------------------------------------------------------------------------ | ------------------------------------------------------------------------ | ------------------------------------------------------------------------ | ------------------------------------------------------------------------ | ------------------------------------------------------------------------ |
| 6-9-2016                                                                 | Biškek                                                                   | Kirghizistan                                                             | 1 – 2                                                                    | Filippine                                                                | Amichevole                                                               | -                                                                        | 85’                                                                      |
| 7-10-2016                                                                | Manila                                                                   | Filippine                                                                | 1 – 3                                                                    | Bahrein                                                                  | Amichevole                                                               | -                                                                        | 72’                                                                      |
| 22-3-2017                                                                | Manila                                                                   | Filippine                                                                | 0 – 0                                                                    | Malaysia                                                                 | Amichevole                                                               | -                                                                        | 71’                                                                      |
| 7-6-2017                                                                 | Canton                                                                   | Cina                                                                     | 8 – 1                                                                    | Filippine                                                                | Amichevole                                                               | -                                                                        | 63’                                                                      |
| 1-12-2017                                                                | Taipei                                                                   | Laos                                                                     | 1 – 3                                                                    | Filippine                                                                | Amichevole                                                               | -                                                                        | 50’                                                                      |
| 3-12-2017                                                                | Taipei                                                                   | Taiwan                                                                   | 3 – 0                                                                    | Filippine                                                                | Amichevole                                                               | -                                                                        |                                                                          |
| 5-12-2017                                                                | Taipei                                                                   | Timor Est                                                                | 1 – 0                                                                    | Filippine                                                                | Amichevole                                                               | -                                                                        |                                                                          |
| 3-10-2018                                                                | Sylhet                                                                   | Laos                                                                     | 1 – 3                                                                    | Filippine                                                                | Coppa Bangabandhu 2018                                                   | 1                                                                        |                                                                          |
| 5-10-2018                                                                | Sylhet                                                                   | Bangladesh                                                               | 0 – 1                                                                    | Filippine                                                                | Coppa Bangabandhu 2018                                                   | -                                                                        | 60’                                                                      |
| 9-10-2018                                                                | Cox's Bazar                                                              | Tagikistan                                                               | 2 – 0                                                                    | Filippine                                                                | Coppa Bangabandhu 2018 - Semifinale                                      | -                                                                        | 87’                                                                      |
| Totale                                                                   |                                                                          | Presenze                                                                 | 10                                                                       |                                                                          | Reti                                                                     | 0                                                                        |                                                                          |

## Palmarès

### Club

#### Competizioni nazionali
- Football League (Filippine): 1

Kaya–Iloilo: 2023, 2024